# ترانزستور ثنائي القطب المتحيز

رسم تخطيطي لخط الحمل، يوضح نقطة تشغيل في منطقة الترانزستور النشطة.

يجب أن تكون الترانزستورات ثنائية القطب متحيزة بشكل صحيح لتعمل بشكل صحيح. في الدوائر المصنوعة من الأجهزة الفردية (الدوائر المنفصلة)، عادةً ما تستخدم الشبكات المنحازة المكونة من المقاومات. تستخدم ترتيبات انحياز أكثر تفصيلاً في الدوائر المتكاملة، على سبيل المثال، مراجع جهد فجوة النطاق ومرايا التيار. يحقق تكوين مقسم الجهد الفولتية الصحيحة باستخدام المقاومات في أنماط معينة. من خلال تحديد قيم المقاوم المناسبة، يمكن تحقيق مستويات تيار مستقرة تختلف قليلاً فقط عن درجة الحرارة الزائدة ومع خصائص الترانزستور مثل β.
نقطة تشغيل الجهاز، والمعروفة أيضًا بنقطة التحيز، أو نقطة الهدوء، أو نقطة-Q، هي النقطة الموجودة على خصائص المخرج التي تُظهر DC جهد المرسل والمجمع (Vce) وتيار المجمع (Ic) بدون إشارة إدخال مُطبَّق.